# یعقوب الحوسنی
یعقوب الحوسنی (انگلیسی: Yaqoub Al Hosani؛ زادهٔ ۱ ژوئن ۱۹۸۷) یک بازیکن فوتبال است.